# 五つ星運動
五つ星運動（いつつぼしうんどう、伊: Movimento 5 Stelle、英: Five Star Movement、略称：M5S）は、イタリアの政党。2009年10月4日にコメディアンのジュゼッペ・ピエーロ・グリッロと、企業家・政治運動家のジャンロベルト・カザレッジョによって結党された。
党名の五つ星は「水・エネルギー・開発・環境・交通」を意味し、同党の主要目標である公共水道、持続可能な交通、持続可能な発展、インターネットへのアクセス権、環境主義を表している。

## 概要
大衆の不満に率直な賛同を示す人民主義（ポピュリズム）政党として行動し、雇用制度の安定化、公的債務のデフォルトなど改革への反動を主張する他、その遠因である欧州連合からの離脱や欧州統合への反対、政治腐敗への不信と派閥・政党主義の政界構造への反対なども掲げられている。また環境主義、及び環境主義と反資本主義的な傾向を関連させる形でダウンシフト（スローライフ）的な反物質主義・非競争社会の形成なども主張している。更に新しい社会の中心としてインターネットを高く評価しており、デジタルデモクラシーに基いて立候補者をネットを通じて選ぶなどの選挙戦術を展開している。

## 党史
2010年代初頭の欧州経済危機とそれに伴うマリオ・モンティ政権の経済改革により、雇用不安や増税を背負わされた国民の中流層・下流層から急速に支持を集めた。
2012年4月21日に行われたイタリア統一地方選挙後半戦でパルマ、ミーラ、コマッキオなどの自治体で首長ポストを獲得した事で注目を集め、10月末の南部シチリア州の州知事・議会選で比較第一党となるなど地方政界で次第に存在感を増していった。2013年イタリア総選挙では、予告通りインターネット投票で選抜を行った候補で出馬し、中道右派・中道左派の二大政党連合を押しのける格好で大躍進を果たした。単独政党別では中道右派連合の盟主である「自由の人民」（PDL）を上回り、中道左派連合の中心であるイタリア民主党に次ぐ第2党となった。
上下両院で第一党となった民主党は政権の発足に向け、五つ星運動との連携を模索しているが、グリッロを中心とする指導部は反派閥政治・反政党政治の観点からいかなる政党による連立政権にも加わらない意向を宣言した。一方、支持者内でも政治の空白化は無責任であるとする意見も現れており、先行きは不透明となっている。
2014年5月25日、地方議会・国政議会に続いて欧州議会への進出を目指し、2014年欧州議会議員選挙のイタリア選挙区に出馬、有効票の21.15%を獲得した。国政選挙と同じく全政党中2番目の得票率となり、17名の欧州議会議員を当選させた。欧州議会内の政党・会派については参加の意向を示し、地方分権や環境主義勢力の連合である欧州緑グループ・欧州自由連盟と交渉を行うが、合意には至らなかった。次に自由主義派の欧州自由民主同盟と交渉するものの、人民主義と欧州懐疑主義の主張が受け入れられず物別れに終わった。
相次いで加盟交渉が頓挫した事を受けて支持基盤であるインターネット上で今後の方針が問われる事になり、小さな政府の普及を目指す欧州保守改革グループとの交渉、欧州懐疑主義を掲げる自由と民主主義のヨーロッパとの交渉、無所属活動の選択肢から投票が実施された。有効票の78.1%は自由と民主主義のヨーロッパへの加盟交渉に投じられ、結果を受けて同組織との交渉が開始された。2014年6月24日、共同会派の設立による協力体制構築を条件に自由と民主主義のヨーロッパとの合意が結ばれ、欧州会派「自由と直接民主主義のヨーロッパ」が設立された。
2016年、ローマ市長にヴィルジニア・ラッジが当選、トリノ市長にキアラ・アッペンディーノが当選した。政治方針についての曖昧さや、上院・下院議員の離党者を出しつつも政治運動としての勢いが落ちていない事が示された。2017年、翌年の総選挙を前に既存の比例代表制から、小選挙区制も併せて実施する小選挙区比例代表並立制へ変更する選挙法改正案が議会で検討され、五つ星運動を除く諸政党の賛成によって可決された。改正案では「政党の破片化」を防ぐ為、比例代表制と同時に導入された第1党へ追加議席を与える制度が撤廃される為、単独過半数を目指していた五つ星運動を実質的に狙い撃ちにした改革となる。
2018年3月の総選挙で上下両院の第一党となり、同年6月に成立したジュセッペ・コンテ政権は、左派ポピュリズムの五つ星運動と右派ポピュリズムの同盟（lega）による連立政権となった。2019年4月からは、五つ星運動の公約の目玉であった年金受給年齢の引き下げ制度が開始。受給年齢を62歳に引き下げたことで多くの労働者が駆け込み退職を行った。この「クオータ100」と呼ばれる制度を申し込んだ国民は11万人以上に上る。
左右が同居する連立政権は多くの政策で折り合わず、2019年8月にマッテオ・サルヴィーニ副首相（同盟の党首でもある）が対立激化を理由に早期の解散総選挙を要求したことに対しコンテが要求を拒否すると、サルヴィーニは連立離脱を表明し、内閣不信任決議案を提出した。五つ星運動はこうした動きを非難し、コンテ首相支持を表明した。連立政権は事実上崩壊し、8月20日にコンテは首相を辞任すると表明した。
8月7日に行われた党員によるオンライン投票の結果、前首相のジュゼッペ・コンテを党首に選出した。

## 関連文献
- 芦田淳（１ イタリア 五つ星運動）「欧州における主なポピュリズム政党」（PDF）『調査と情報―ISSUE BRIEF―』No.961、国立国会図書館 調査及び立法考査局、2017年4月25日。